# يو إف سي ليلة القتال: بيغ فوت ضد أرلوفسكي
يو إف سي ليلة القتال: بيغ فوت ضد أرلوفسكي (بالإنجليزية: UFC Fight Night: Bigfoot vs. Arlovski)‏ (المعروف أيضًا باسم يو إف سي ليلة القتال 51) هو حدث لفنون القتال المختلطة نظمته يو إف سي، وأُقيم في 13 سبتمبر 2014، على جيناسيو نيلسون نيلسون في برازيليا، البرازيل.